# Movimiento SurDA
El movimiento SurDA (originalmente conocido como «La Surda») fue un movimiento político chileno de tendencia autonomista de izquierda. fundado a principios de la década del noventa como un colectivo estudiantil universitario que replanteaba políticas de izquierda desde una óptica latinoamericanista y revolucionaria.

## Historia

### Origen y expansión (1992 a 2006)
Fundada por los hermanos Carlos y Rodrigo Ruiz, la SurDa nace 1992, como un intento de superación de los movimientos de izquierda latinoamericana. Logra una fuerte presencia en diversas universidades a lo largo de Chile, llegando a la presidencia de la Federación de   Estudiantes la Universidad De Concepción (FEC), con Javier Sandoval Ojeda en 1997, expandiéndose luego a otras universidades como la  Universidad de Los Lagos en Osorno, Tecnológica Metropolitana (UTEM),  Arturo Prat de Iquique, y la Universidad Austral de Valdivia, donde mantendría la FEUACH por varios años, ligandose a otros Franja Autonomista
De acuerdo al historiador Peter Winn, en 1999 la SurDA incide en la creación de la Toma de Peñalolen, con el objetivo de recrear las condiciones de la antigua campamento "Nueva La Habana" de la época de la Unidad Popular, y así conformar un movimiento de pobladores. Ejemplo de esta inspiración es que, en sus orígenes, se estableció en el acceso a la toma el lema “Aquí se construye conciencia, no solo casas”.  Sin embargo, pese a alcanzar una población de más de diez mil personas, finalmente no se consiguió la entrega del terreno por parte del Estado a los pobladores, ni tampoco la maduración de un movimiento revolucionario de pobladores como el de los campamentos de los 70'. De acuerdo al mismo historiador, el fracaso político de esta experiencia habría incidido en una reformulación de los objetivos de SurDA, así como su reorientación hacia el movimiento universitario.

### Fragmentación y desaparición (desde 2006)
En 2006 la SurDa se divide en varias fracciones, y una de ellas declara su apoyo al candidato presidencial Marco Enríquez-Ominami. Cuadros universitarios, por otro lado, fundan en 2008 el colectivo "Estudiantes Autónomos" en la Universidad de Chile, que el año 2010 toma el nombre de Izquierda Autónoma. [cita requerida]
En la actualidad (2023), existen dos partidos políticos, Convergencia Social y Comunes, que tienen su origen en el aporte de distintas escisiones de Izquierda Autónoma, y que se consideran herederos del legado político del Movimiento SurDA.